# Kajiwara Hisako
Kajiwara Hisako (japanisch 梶原 緋佐子, * 22. Dezember 1896 im Shimogyō-ku von Kioto; † 3. Januar 1988) war eine japanische Malerin der Nihonga-Richtung während der Taishō- und Shōwa-Zeit.

## Leben und Werk
Kajiwara Hisako wurde als zweite Tochter des Sake-Herstellers Kajiwara Isaburō (梶原 伊三郎) geboren. Ihr eigentlicher Vorname war Hisa in der Schreibweise 久. 1914 machte sie ihren Anschluss an der 2. Oberschule für Mädchen in Kyōto (京都府立第二高等女学校 Kyōto furitsu daini kōtō jogakkō), wobei sie während ihrer Schulzeit bereits von dem Maler Chitane Kiun (千種 帰雲; 1873－1944) zur künstlerischen Laufbahn ermuntert und dann Schülerin von Kikuchi Keigetsu wurde. Zusammen mit Kitani Chiho (木谷 千穂) und Waki Shunkō (和気 春光) gehörte sie zu den „Drei hervorragenden weiblichen Krähen“ (閨秀三羽鳥 Keishū sampa karasu).
Auf der 1. Ausstellung der Künstlergemeinschaft „Kokuga sōsaku kyōkai“ (国画創作協会) wurde das Bild „Dunkelwerdende Haltestelle“ (暮ゆく停留所 Kureyuki teiryūjo) nicht angenommen, worauf sie ab dem folgenden Jahr sich der ;„Teiten“ zuwandte. Dort wurde 1920 auf der 2. Ausstellung das Bild „Gebrauchtwaren-Markt“ (古着市 Furugi-ichi) angenommen. Auf der 3. Ausstellung zeigte Hisako das Bild „Reiseerlebnis“ (旅の楽屋 Tabi no rakuya), auf der 3. das Bild „Rezitation junger Frauen“ (娘義太夫 Musume-gidayū), auf der 5. „Wasserholen am Abend“ (お水取りの夜 O-mizutori no yoru), auf der 7. „Geschäft für Pfeile“ (矢場 Yaba) usw.
Die während der Taisho-Zeit gemalten Bilder zeigen meistens Alltagssituationen von einfachen Frauen. Danach hat die Künstlerin eine Zeitlang gar nicht ausgestellt. Die Bilder, beginnend mit „Heiße Quelle in den Bergen“ (山の湯 Yaman o yu) auf der 5. Teiten 1930, zeigen dann eher elegante Frauen. 1947 erhielt ihr Bild auf der 3. „Nitten“ „Abendkühle“ (晩涼 Banryō) einen Preis und ihr Bild „Kühle“ (涼 Ryō) auf der 8. Nitten 1952 den Hakuju-Preis (白寿賞), der in der Abteilung für „Malerei im Japanischen Stil“ (Nihonga) vergeben wird.